# Hüseyin Özer
Hüseyin Özer, (ur. 1949 w Reşadiye) – turecki szef kuchni.

## Życiorys
Urodził się w małej wsi w północnej Turcji. Po rozwodzie rodziców, był wychowywany przez dziadka. Nie mogąc uczęszczać do szkoły, czytać i pisać uczył się w domu. Początkowo pracował jako pasterz. W wieku 11 lat wyjechał do Ankary, gdzie utrzymywał się z doraźnych prac. Kiedy miał 18 lat przeniósł się do Stambułu, gdzie zmywał naczynia w jednej z lokalnych restauracji.
W 1975 wyjechał do Londynu, gdzie zatrudnił się jako sprzedawca kebabów, a w wolnych chwilach uczył się angielskiego. W 1981 wykupił lokal, w którym pracował i przekształcił go w restaurację. Sukces restauracji oferującej tureckie przekąski i słodycze umożliwił mu uruchomienie sieci restauracji o nazwie Sofra. W samym Londynie działało 20 restauracji i kawiarni działających w tej sieci. Restauracja Sofra, działająca przy Regent Street znalazła się w przewodniku Michelina.
We współpracy z Middlesex University Özer uruchomił w Ankarze kursy dla studentów w zakresie uruchamiania i prowadzenia restauracji. W 2011 został doktorem honoris causa Uniwersytetu Westminsterskiego.